# Viviani-féle test
A Viviani-test a nevét Vincenzo Viviani olasz matematikusról kapta, aki megrajzolta. A test egy gömbből és két hengerből áll.

## A Viviani-test térfogata
Tekintsük az {\displaystyle x^{2}+y^{2}+z^{2}=1} egyenletű egységgömböt, és távolítsuk el belőle az {\displaystyle x^{2}-x+y^{2}=0} és az {\displaystyle x^{2}+x+y^{2}=0} egyenletű egyenes hengerekbe eső részt.
A T tartomány feletti rész a nyolcadrésze a testnek, mert a test szimmetrikus (4-4 ilyen egybevágó darab van az xy sík alatt és felett is).
Területi integrállal (kettős integrál) számolunk. Ez azt jelenti, hogy a gömb egyenletét átrendezve kapjuk, hogy 
{\displaystyle f(x,y)={\sqrt {1-x^{2}-y^{2}}}}.
Innen a kettős integrált felírva a Viviani-test térfogata:
{\displaystyle V=8\int \int _{T}{\sqrt {1-x^{2}-y^{2}}}\,\mathrm {d} x{d}y}.
Polártranszformáció segítségével számolunk. A két kör poláregyenlete r(α)=1 és r(α)=cosα. Ebből a térfogat:
{\displaystyle V=8\int _{0}^{\frac {\pi }{2}}}{\displaystyle {\Big (}\int _{\cos {\alpha }}^{1}{\sqrt {1-r^{2}}}r\,\mathrm {d} r{\Big )}\,\mathrm {d} {\alpha }}
{\displaystyle =4\int _{0}^{\frac {\pi }{2}}}{\displaystyle {\Big [}} {\displaystyle {\frac {2}{3}}\cdot {\frac {-1}{2}}}{\displaystyle {(1-r^{2})}^{\frac {3}{2}}} {\displaystyle {\Big ]}_{\cos {\alpha }}^{1}} {\displaystyle ={\frac {8}{3}}} {\displaystyle \int _{0}^{\frac {\pi }{2}}} {\displaystyle {(\sin {\alpha })}^{3}\,\mathrm {d} {\alpha }} {\displaystyle ={\frac {8}{3}}} {\displaystyle \int _{0}^{\frac {\pi }{2}}}{\displaystyle \sin {\alpha }\,}{\displaystyle (1-{\cos }^{2}{\alpha })\,\mathrm {d} {\alpha }}
{\displaystyle ={\frac {8}{3}}} {\displaystyle \int _{1}^{0}}{\displaystyle (1-u^{2})(-\,\mathrm {d} u)} {\displaystyle ={\frac {8}{3}}} {\displaystyle {\Big [}u-{\frac {u^{3}}{3}}{\Big ]}_{0}^{1}}{\displaystyle ={\frac {16}{9}}\,}
(ahol u=cosα - felhasználtuk az integrálási szabályokat)

## Érdekesség
A gömb és a hengerek által határolt test térfogatára eredményül racionális számot kaptunk, azaz nincs benne π.
A térfogat meghatározásában egység sugarú gömböt vettünk. Ha nem egység sugarú a gömb, akkor is racionális az eredmény, méghozzá a 16/9-nek a gömb sugárhossz-szorosa.